# Быстрая (приток Прони)
Быстрая (бел. Быстрая) — река в Могилевской области Белоруссии, левый приток реки Проня (бассейн Днепра). Длина 46 км, площадь водосбора 688 км². Среднегодовой расход воды в устье 4,3 м³/с. Средний уклон водной поверхности 0,9 ‰
Река начинается в 5 км к востоку от деревни Быстрая на границе с Россией, близ точки где сходятся Горецкий район и Мстиславский район Белоруссии и Монастырщинский район России. На первых километрах река образует границу Горецкого и Мстиславского районов, затем течёт по Горецкому, в нижнем течении перетекает в Дрибинский район.
В верхнем течении генеральное направление течения — северо-запад, затем поворачивает на юго-запад. Течёт преимущественно по Горецкой-Мстиславльской равнине.
Долина трапециевидная, шириной 0,8-1 км. Пойма местами двусторонняя, её ширина 0,2-0,25 км. Русло извилистое, ширина реки в межень 3-15 м. Используется в качестве водоприемника мелиоративных каналов. Канализированы 6 км русла в верхнем течении. Около агрогородка Горы на реке создано водохранилище Горы.
Притоки: Железня, Каменка, Калиновка, Хвашня, Лебедевка, Днепрец (справа); Корчеваха, Реместлянка (слева).
Крупнейший населённый пункт на реке — агрогородок Горы. Помимо него река протекает деревни Быстрая, Волынцево, Высоцкие, Оршани, Мальки, Соколово, Запрудье, Никодимово, Завидовка, Пуплы, Медведовка, Медведево и Кледневичи.
Устье расположено близ северо-западных окраин посёлка Дрибин.